# Dinner Party
Dinner Party – Der Late-Night-Talk (2017: Dinner Party – Marlene lädt zum Talk) war eine deutsche Talkshow, die vom 30. Mai 2017 bis zum 10. November 2020 bei Sat.1 ausgestrahlt wurde.
Im August 2017 wurde die Sendung aus dem Programm gestrichen, da das Verwaltungsgericht Neustadt an der Weinstraße entschieden hatte, dass die Vergabe der Drittsendezeit durch die Landeszentrale für Medien und Kommunikation rechtswidrig war. Das Verfahren sei nicht im Einklang mit den Vorschriften des Rundfunkstaatsvertrags durchgeführt worden. Somit durfte Sat.1 die Sendung aus dem Programm entfernen. Ab November 2017 wurde die Sendung wieder ausgestrahlt, bis man sich mit den Drittanbietern auf Beendigung einigen konnte und das Format mit der letzten Folge am 10. November 2020 einstellte.

## Konzept und Ausstrahlung
In der Fernsehsendung diskutierte im Jahr 2017 Moderatorin Marlene Lufen mit drei bis fünf Gästen während eines Abendessens über aktuelle politische und gesellschaftliche Themen. Im Jahr 2018 gab es verschiedene Ausrichtungen der Sendung mit wechselnden Moderatoren, u. a. Oliver Pocher und Alexander Hold. Ab 2019 moderierten Simon Beeck oder Sarah Valentina Winkhaus und empfingen einen prominenten Gast pro Woche. Meist war auch ein weiterer Überraschungsgast anwesend. Es wurde über das Leben und die Karriere des Gasts gesprochen.
Die Aufzeichnung des Talks erfolgte in einem Kölner Studio. Die Sendung wurde in der Nacht von Dienstag auf Mittwoch um 00:15 Uhr ausgestrahlt. Für den Inhalt war der Sender Sat.1 selbst nicht verantwortlich, da es sich bei diesem Sendeplatz um eine gesetzlich vorgeschriebene Drittsendelizenz handelte. Die Dauer des Formats war auf mindestens fünf Jahre gesetzlich geregelt. (§ 31 Abs. 6 RStV)
Nahezu alle Folgen von Dinner Party sind nach der Ausstrahlung auf dem gleichnamigen YouTube-Kanal kostenlos abrufbar.

## Produktion und Hintergrund
Die Versammlung der rheinland-pfälzische Landeszentrale für Medien und Kommunikation (kurz LMK) hat in einer Sitzung am 11. Januar 2016 die Ausschreibung von Sendezeit für unabhängige Dritte auf Sat.1 beschlossen. Wegen rechtlicher Auseinandersetzungen musste Sat.1 seit 2014 keine Sendezeit für unabhängige Dritte freiräumen.
Im März 2016 wurde bekannt, dass einer der drei Sendezeiten am Dienstag um 00:15 Uhr sein wird. Hierfür hatten sich 21 Produktionsfirmen mit je einem Formatkonzeptes beworben; die Good Times Fernsehproduktions-GmbH mit dem Format Tischgespräche erhielt im September 2016 die Zusage.
Im April 2017 gab Sat.1 bekannt, dass das Format mit dem Titel Dinner Party Marlene Lufen moderiert wird und ab dem 30. Mai 2017 ausgestrahlt wird.
Am 5. August 2017 wurde das Vergabeverfahren der Drittsendelizenz für Sat.1 von den Richtern des Verwaltungsgerichts Neustadt an der Weinstraße als rechtswidrig eingestuft und aufgehoben. Sat.1 hat anschließend die Sendung aus dem Programm genommen. Somit wurden 10 von 12 produzierten Folgen ausgestrahlt.
Am 27. Oktober 2017 entschied das Oberverwaltungsgericht Rheinland-Pfalz im Eilverfahren, dass Sat.1 das Drittsendelizenz-Format ab dem 7. November wieder zeigen muss. So wurden bis zum 19. Dezember sechs neue Folgen sowie eine schon im Sommer produzierte Folge ausgestrahlt.
Ab Januar 2018 wurde die Sendung von Oliver Pocher, Ariana Baborie, Alexander Hold oder Robin Bade im Wechsel moderiert. Außerdem gab es erstmals ein Studiopublikum. Dementsprechend wurde der Untertitel des Formats von Marlene lädt zum Talk in Der Late-Night-Talk umbenannt.

## Episodenliste
| Nr. (gesamt)                                                | Nr. (Staffel) | Thema/Frage                                                                          | Gäste | Erstausstrahlung |
| ----------------------------------------------------------- | ------------- | ------------------------------------------------------------------------------------ | --- | ---------------- |
| Folgen unter dem Titel Dinner Party – Marlene lädt zum Talk |               |                                                                                      | |                  |
| 1                                                           | 1             | Radikalisierung durch den Islam                                                      | Deniz, Thomas Mücke, Joachim Gerhard                                                                                    | 30. Mai 2017     |
| 2                                                           | 2             | Mordgeschichten – Arbeiten mit dem Tod                                               | Sebastian Fitzek, Nele Neuhaus, Michael Tsokos                                                                          | 6. Juni 2017     |
| 3                                                           | 3             | Alte-Säcke-Politik                                                                   | Moritz Goldfuß, Wolfgang Gründinger, Katharina Weiß, Diana Kinnert                                                      | 13. Juni 2017    |
| 4                                                           | 4             | Thermomix & Co. – Wie kochen wir in Zukunft?                                         | Christian Senff, Andreas Friesch, Stephan Tahy, Katja Mutschelknaus, Josh Jabs                                          | 20. Juni 2017    |
| 5                                                           | 5             | Fremdgehen erlaubt! Das Ende der Monogamie?                                          | Paula Lambert, Katja Lewina, Friedemann Karig, Thomas Enns                                                              | 27. Juni 2017    |
| 6                                                           | 6             | Leben im Rausch – Wird Drogenkonsum gesellschaftsfähig?                              | Kurosch Yazdi, B-Tight, Hubert Wimber, Charlotte Karlinder, Ina Milert                                                  | 4. Juli 2017     |
| 7                                                           | 7             | Kein Sex, keine Liebe, aber ein Kind: Co-Parenting                                   | Jochen König, Andreas Gerlach, Daniela Engel, Nelli Esgi, Claus Koch                                                    | 11. Juli 2017    |
| 8                                                           | 8             | Kuscheljustiz – Brauchen wir härtere Gesetze?                                        | Jens Gnisa, Andreas Responde, Tina K., Cathleen Martin, Michael Heilemann                                               | 18. Juli 2017    |
| 9                                                           | 9             | Wie leicht ist es, ein Star zu werden? Karriere bei YouTube                          | Steffen Groth, Joyce Ilg, Kathi von „TheBeauty2go“, Shirin David, David Hain                                            | 25. Juli 2017    |
| 10                                                          | 10            | Alles auf Anfang – Wir starten nochmal durch!                                        | Bethy Zimmermann, Miguel Jorde, Monika Strub, Katharina Koch                                                            | 1. Aug. 2017     |
| 11                                                          | 11            | Courage zeigen! Brauchen wir mehr Rückgrat?                                          | Manuela Droste, Sascha Bisley, Sebastian Krumbiegel, Johannes Bachteler, Ralf Kramer                                    | 21. Nov. 2017    |
| 12                                                          | 12            | Big Brother – Leben auf dem Präsentierteller                                         | Mia Julia Brückner, Kevin Temme, Sharon Reiche, Ulrich Schmitz                                                          | –                |
| 13                                                          | 1             | Tattoos, Piercings & Co – Wie viel Körperschmuck erträgt die Gesellschaft?           | Mark Benecke, Randy Engelhard, Sandra Caracciolo, Henning Zoz, Ole Wittmann                                             | 7. Nov. 2017     |
| 14                                                          | 2             | Lupinen, Larven, Laborfleisch – Wie ernähren wir uns in Zukunft?                     | Mark J. Post, Folke Dammann, Felicitas Kitali, Malte Stampe, Godo Röben                                                 | 14. Nov. 2017    |
| 15                                                          | 3             | Unter vier Augen: Hella von Sinnen                                                   | Hella von Sinnen | 28. Nov. 2017    |
| 16                                                          | 4             | Wenn dein Körper zur Zielscheibe wird – Body Shaming                                 | Collien Ulmen-Fernandes, Rebecca Siemoneit-Barum, Melanie Hauptmanns, Anne Kissner                                      | 5. Dez. 2017     |
| 17                                                          | 5             | Unter vier Augen: Micaela Schäfer                                                    | Micaela Schäfer | 12. Dez. 2017    |
| 18                                                          | 6             | Schwarz, erfolgreich, deutsch                                                        | Marius Jung, Dayan Kodua, Pierre Sanoussi-Bliss, Sarah Fartuun Heinze                                                   | 19. Dez. 2017    |
| Folgen unter dem Titel Dinner Party – Der Late-Night-Talk   |               |                                                                                      | |                  |
| 19                                                          | 1             | So ist 2018! (Moderation: Oliver Pocher)                                             | Lilo von Kiesenwetter, Antonia Langsdorf, Florian Rateuke, Mona Wunschel mit Orakel-Hündin Frieda, Sebastian Bartoschek | 2. Jan. 2018     |
| 20                                                          | 2             | Essen extrem (Moderation: Ariana Baborie)                                            | Markus Rühl, Jens Freese, Isabella Jullien, Bert Rutkowsky, Florian Orth                                                | 9. Jan. 2018     |
| 21                                                          | 3             | Mein Körper ist mein Kapital (Moderation: Oliver Pocher)                             | David Odonkor, Gert Mittring, Nicola Elze, Sandra Sturm, Eileen Schwittai                                               | 16. Jan. 2018    |
| 22                                                          | 4             | Kunstwerk oder Baustelle? Die Sucht nach Schönheits-OPs (Moderation: Ariana Baborie) | Afschin Fatemi, Botox-Boys, Angela Vollrath, Regula Stämpfli, Cathy Lugner                                              | 23. Jan. 2018    |
| 23                                                          | 5             | Der Dschungel – Anfang oder Ende? (Moderation: Oliver Pocher)                        | Joey Heindle, Rocco Stark, Sophia Wollersheim, Nadja Abd el Farrag                                                      | 30. Jan. 2018    |
| 24                                                          | 6             | Sex, Ekstase und Genuss – Was die Liebe in Schwung hält (Moderation: Oliver Pocher)  | Karl Röske, Anna Mondry, Eve Champagne                                                                                  | 6. Feb. 2018     |
| 25                                                          | 7             | Einsame Spitze – Die Weltrekordler! (Moderation: Ariana Baborie)                     | Muhamed Kahrimanovic, Nicolle Müller, Markus Jürgens, Olaf Kuchenbecker                                                 | 13. Feb. 2018    |
| 26                                                          | 8             | Zum Schreien komisch!? – Wie lustig ist Deutschland? (Moderation: Oliver Pocher)     | | 20. Feb. 2018    |
| 27                                                          | 9             | Jesus rockt! Die coolsten Pfarrer Deutschlands (Moderation: Ariana Baborie)          | | 27. Feb. 2018    |
| 28                                                          | 10            | Prüde oder geil – Wie nackt dürfen wir sein? (Moderation: Oliver Pocher)             | | 6. März 2018     |
| 29                                                          | 11            | Wie man aus Scheiße Gold macht (Moderation: Oliver Pocher)                           | | 13. März 2018    |
| 30                                                          | 12            | Schräge Paare – Kann das gutgehen? (Moderation: Ariana Baborie)                      | | 20. März 2018    |
| 31                                                          | 13            | Elfe, Hunne, Ork – Ein Leben im Kostüm (Moderation: Oliver Pocher)                   | | 27. März 2018    |
| 32                                                          | 14            | Horror-Tattoos – Schön ist anders! (Moderation: Ariana Baborie)                      | | 3. Apr. 2018     |
| 33                                                          | 15            | Moderne Väter – Zwischen Wickeltisch und Karriere (Moderation: Oliver Pocher)        | | 10. Apr. 2018    |
| 34                                                          | 16            | Single-Shaming – Allein sein ist keine Krankheit                                     | | 17. Apr. 2018    |

## Rezeption

### Einschaltquoten
Beim Gesamtpublikum startete die erste Folge am 30. Mai 2017 mit nur 160.000 Zuschauern, was 2,5 Prozent Marktanteil entspricht, und in der Zielgruppe der 14- bis 49-Jährigen mit nur 40.000 Zuschauern, was 1,6 Prozent Marktanteil entspricht. Alle Werte sind weit unter dem Senderschnitt von Sat.1. Die achte Folge am 18. Juli 2017 sahen insgesamt 200.000 Zuschauer, was 2,9 Prozent Marktanteil entspricht. In der Zielgruppe 14- bis 49-Jährigen wurden Werte von 70.000 Zuschauern und 2,7 Prozent Marktanteil gemessen. Für die erste Folge der zweiten Staffel vom 7. November 2017 wurde in der Zielgruppe der 14- bis 49-Jährigen ein Marktanteil von 6,0 Prozent gemessen. Mit der letzten Folge mit Marlene Lufen am 19. Dezember 2017 wurde in der Zielgruppe ein Marktanteil von 4,2 Prozent erreicht. Die erste Folge mit Oliver Pocher am 2. Januar 2018 sahen insgesamt 280.000 Zuschauer, was ein Marktanteil von 3 Prozent entspricht. 3,3 Prozent Marktanteil wurde in der Zielgruppe erreicht. Drei Wochen später am 23. Januar 2018 wurde in der Zielgruppe ein Marktanteil von 2,8 Prozent gemessen.